# 科学记数法
科学记数法（英語：scientific notation）又稱科學記數法或科學記法，是一种记录或标志数的科学表示法，可用来表示由于太大或太小而不能方便地用十进制表示的数，因为这样做需要写出一串异常长的数字。科学家、数学家和工程师普遍使用这种以10为底数的表示法，部分原因是它可以简化某些算术运算。在科学计算器上，通常使用“SCI”作为显示模式。科学记数法最早由阿基米德提出。

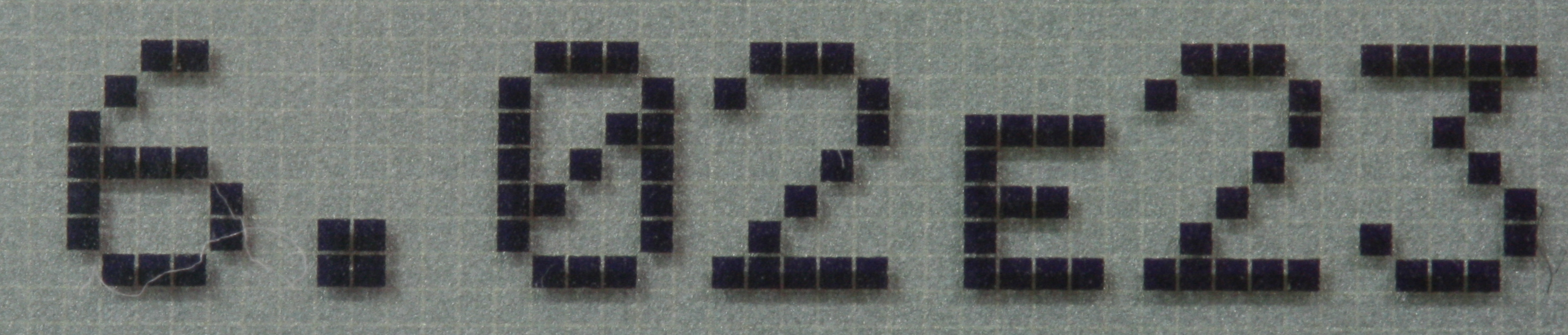
計算機螢幕用E符號顯示了亞佛加厥常數

在科学记数法中，一個數被寫成一個實數{\displaystyle a\,}與一個10的{\displaystyle n\,}次幂的積：
{\displaystyle a\times 10^{n}\,}
其中：
- {\displaystyle n\,}必須是一個整數
- {\displaystyle 1\leq |a|<10}（如果 {\displaystyle |a|\,} 是一個小於1的小數，或 {\displaystyle |a|\,} 大於等于10，皆可通过改變 {\displaystyle n\,} 來表示），
- {\displaystyle a\,}是一個實數，可稱為有效數（英语：significand）或尾數（英语：significand）（在一些討論浮點數或对数的文獻中，亦使用尾數這個詞，但定義與範圍不一定相同，因此加以說明，以避免混淆）。

| 實際數字         | 科学记数法裡的寫法 |
| ---------------- | ------------------ |
| 2                | 2×100              |
| 300              | 3×102              |
| 4,321.768        | 4.321768×103       |
| −53,000          | −5.3×104           |
| 6,720,000,000    | 6.72×109           |
| 0.2              | 2×10−1             |
| 0.000 000 007 51 | 7.51×10−9          |

## 例子
在电脑或计算器中一般用EXP或E（exponential）来表示10的幂：
- 7.823E5=782300
- 1.2e−4=0.00012

## 優點
當我們要表示非常大或非常小的數時，如果用一般的方法，將一個數的所有位數都寫出來，會很難直接確知它的大小，還會浪費很多空間。但若使用科学记数法，一個数的数量级、精确度和数值都較容易看出，例如於化學裡，以公克表示一個質子質量的數值為︰
{\displaystyle 0.00000000000000000000000167262158}
但如果將它轉成科学记数法的形式，便可不需要寫那麼多零︰
{\displaystyle 1.67262158\times 10^{-24}}
又例如，若以公斤為表示單位，則木星的質量值約為：
{\displaystyle 1898130000000000000000000000}
像這樣的大数亦无法直接用列出所有位數的方式表达出精确度，但科学记数法就能用下方形式明白的表示出來：
{\displaystyle 1.89813\times 10^{27}\,}

## 基本计算
假设有两个以科学记数法表示的数字：
{\displaystyle {\begin{aligned}x_{1}&=a_{1}\times 10^{b_{1}}\\x_{2}&=a_{2}\times 10^{b_{2}}\end{aligned}}}
则有：
{\displaystyle {\begin{aligned}x_{1}\cdot x_{2}&=a_{1}a_{2}\times 10^{b_{1}+b_{2}}\\{\frac {x_{1}}{x_{2}}}&={\frac {a_{1}}{a_{2}}}\times 10^{b_{1}-b_{2}}\end{aligned}}}
例如:
{\displaystyle (2.71\times 10^{8})\times (2\times 10^{6})}
{\displaystyle =(2.71\times 2)\times 10^{8+6}}
{\displaystyle =5.42\times 10^{14}}
又例如:
{\displaystyle {\frac {17.225\times 10^{2}}{2.5\times 10^{9}}}}
{\displaystyle ={\frac {17.225}{2.5}}\times 10^{2-9}}
{\displaystyle =6.89\times 10^{-7}}